# Pycreus polystachyos
Cyperus polystachyos là loài thực vật có hoa trong họ Cói. Loài này được (Rottb.) P.Beauv. miêu tả khoa học đầu tiên năm 1816.

## Hình ảnh

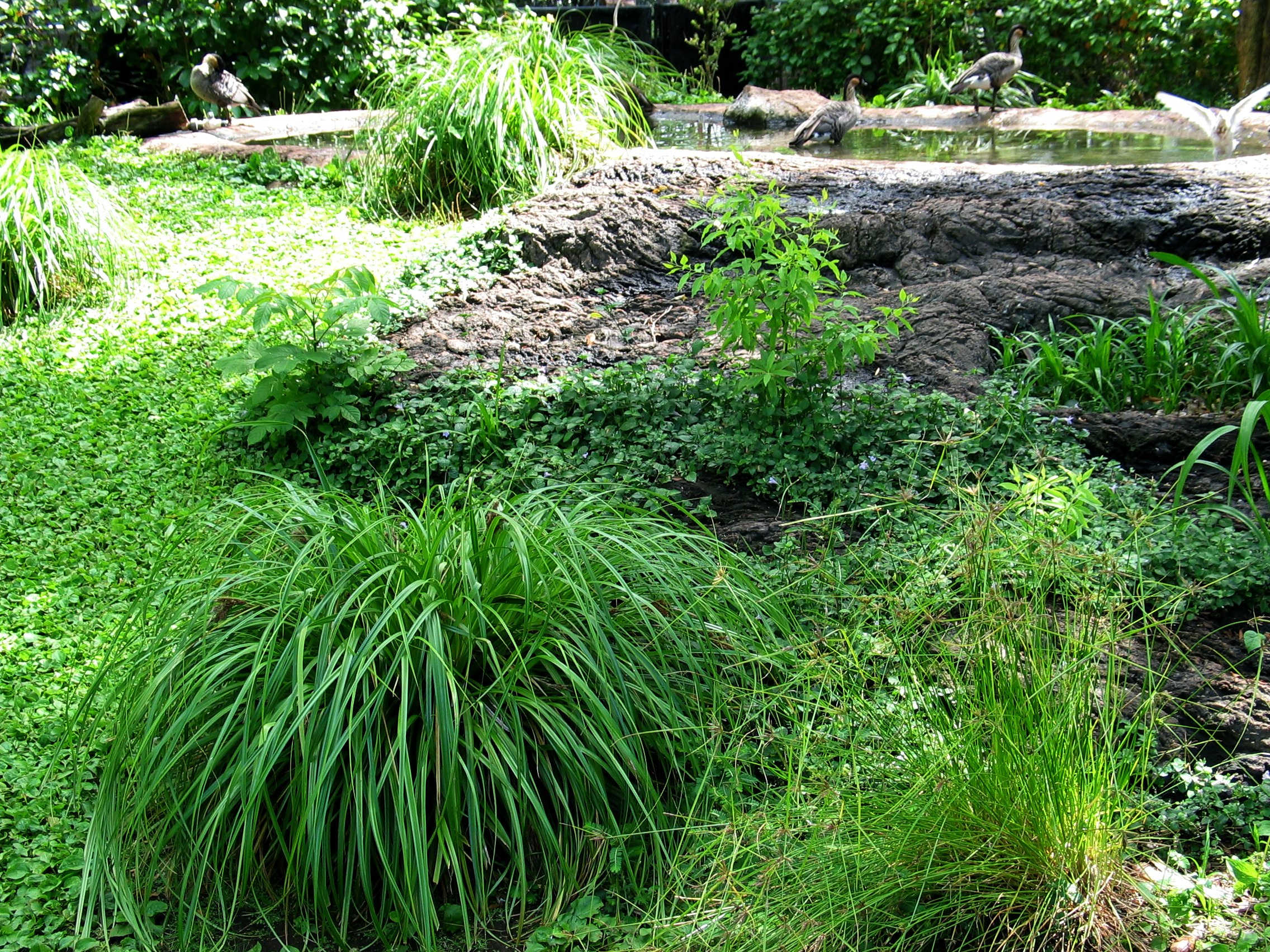
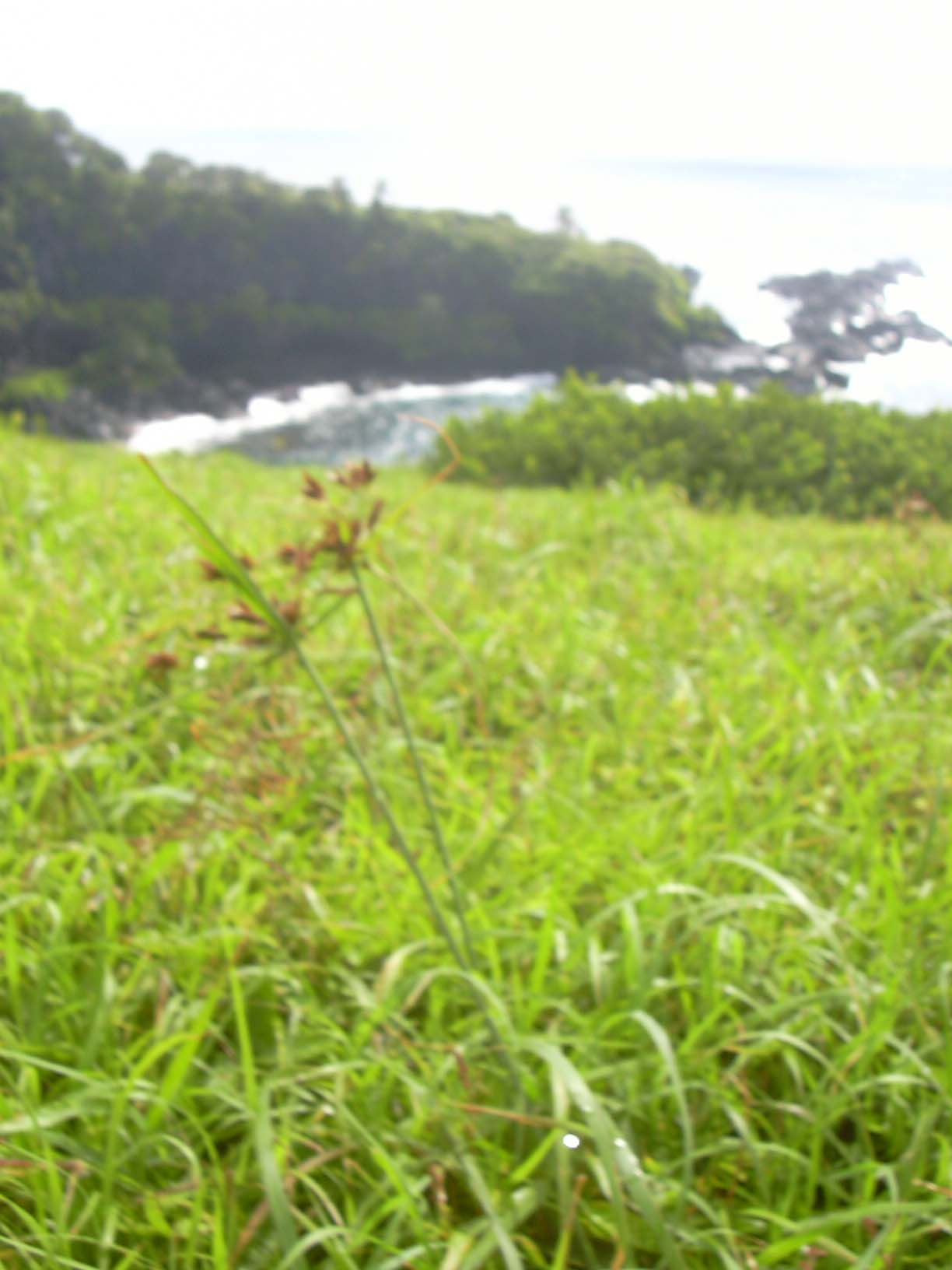
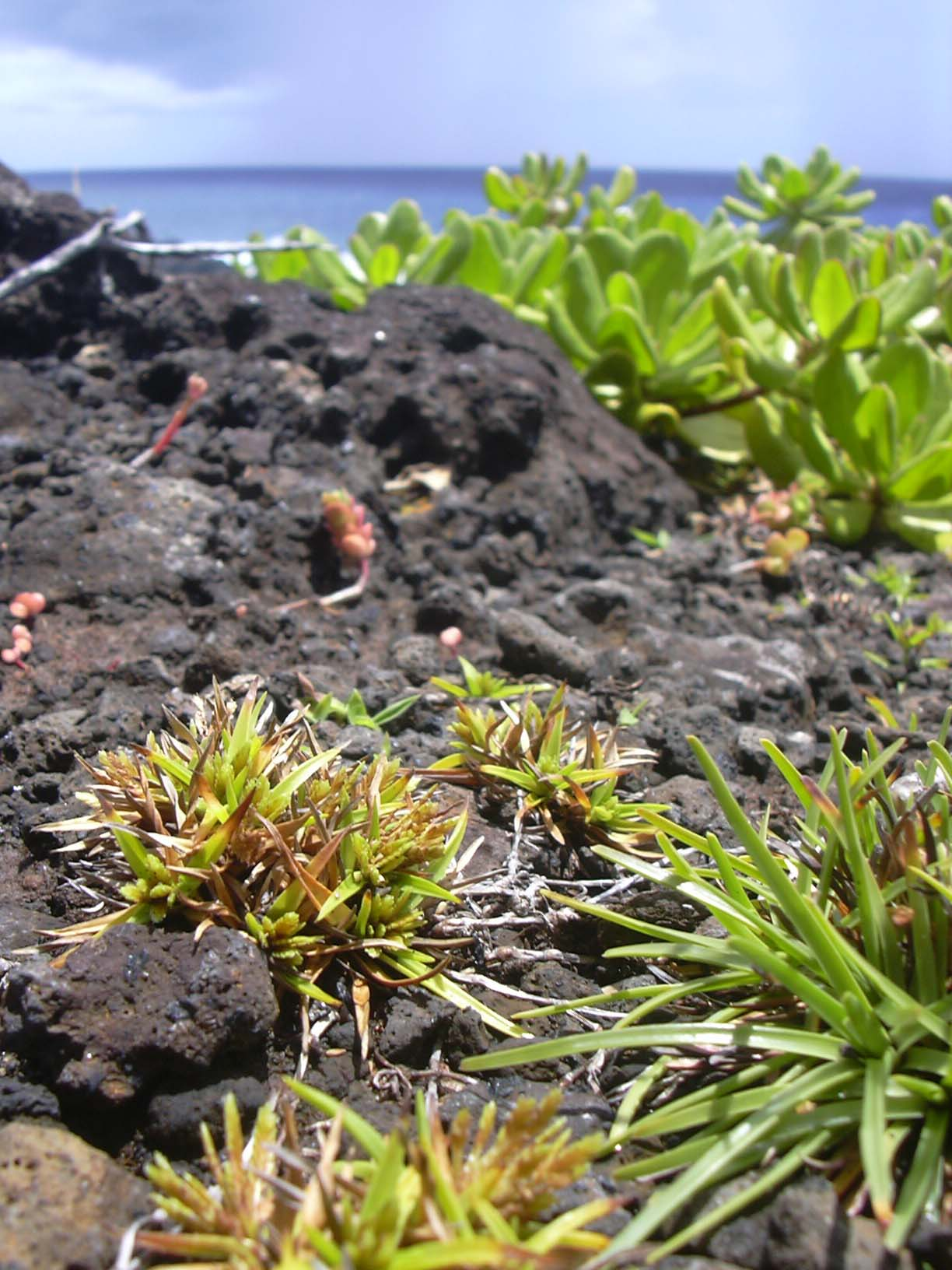
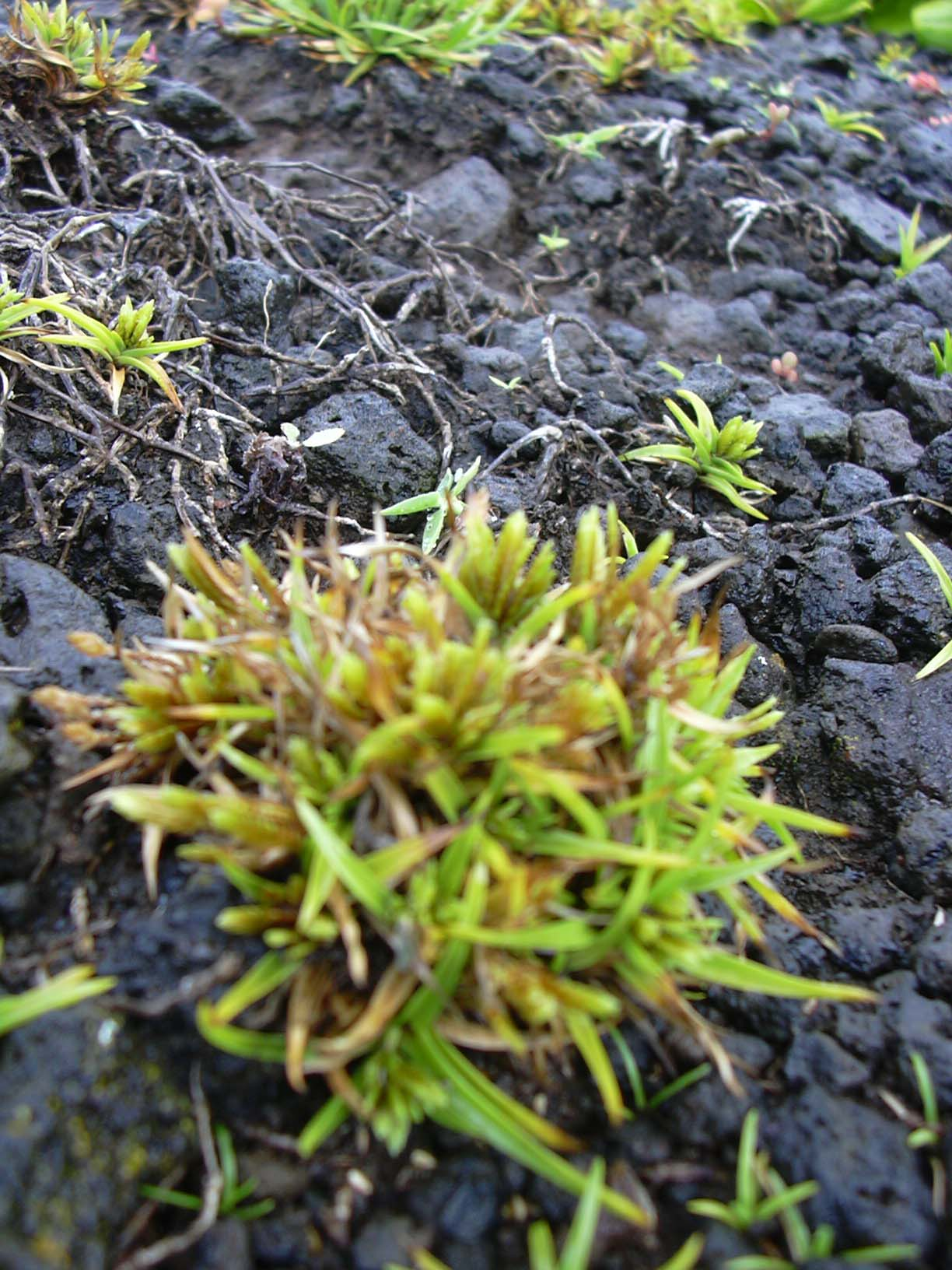